# The Mrs. Carter Show World Tour
The Mrs. Carter Show World Tour foi a quarta turnê mundial da cantora norte-americana Beyoncé. A turnê foi anunciada oficialmente no dia 3 de fevereiro de 2013, após Beyoncé se apresentar no Super Bowl XLVII.Na mesma data, foi divulgado o comercial de TV da turnê para o 02 Priority do Reino Unido, e o trailer oficial da turnê. As primeiras datas da turnê foram confirmadas na Europa, América do Norte e America do Sul. A turnê teve patrocínio da MasterCard e da Pepsi.
Alguns concertos da turnê fizeram parte do calendário de festivais de música. O primeiro ocorreu no dia 25 de maio em Varsóvia na Polônia para o Orange Warsaw Festival, depois em 21 de junho no Estádio de Twickenham em Londres para o "The Sound of Change" e 28 de junho em Los Angeles no BET Experience e em 4 de julho em Nova Orleans para o Essence Festival, ambos nos Estados Unidos. Em agosto, Beyoncé foi a atração principal do V Festival no Reino Unido no dia 7, no "Made in America Festival" nos Estados Unidos no dia 31, e em 13 de setembro no Rock in Rio, no Rio de Janeiro.
Após a liberação para compra dos ingressos para a turnê, em poucos minutos vários concertos já estavam esgotados, como os na Bélgica e França, que se esgotaram em menos de uma hora, quebrando recordes das arenas. Em Washington nos Estados Unidos, os ingressos já não encontravam-se disponíveis 1 minuto após seu lançamento. A demanda por ingressos foi tão grande que 18 datas extras na Europa foram adicionadas. Vários artistas abriram os concertos da turnê, como Eva Simons e Iggy Azalea.

## Antecedentes e divulgação
No dia 3 de fevereiro de 2013, Beyoncé divulgou um vídeo promocional da turnê para o O2 Priority do Reino Unido, onde se mostra vestindo trajes de inspiração renascentista e usando um broche com o rosto de seu marido Jay-Z. O vídeo mostra dançarinos reverenciando e interagindo com Beyoncé, além de um bobo da corte representado como um DJ. Logo após, foi divulgado o trailer da turnê com imagens dos concertos Revel Presents: Beyoncé Live.
No dia 6 de fevereiro do mesmo ano, foi lançada uma campanha de pré-venda dos ingressos patrocinado pela MasterCard, e uma área VIP no site oficial de Beyoncé, onde os cadastrados no site poderiam comprar ingressos para a turnê antecipadamente. No dia 10 de fevereiro, a Pepsi lançou uma promoção onde os fãs poderiam ganhar ingressos para os concertos da turnê e vários materiais exclusivos. No dia 21 de fevereiro de 2013, foi divulgado uma versão estendida do comercial da turnê para o O2 Priority do Reino Unido.

## Desempenho
Logo após o início da venda dos ingressos, a maioria dos shows estavam esgotados. Na Europa, o show no Sportpaleis de Antuérpia, na Bélgica do dia 14 de maio esgotou em apenas em 10 minutos, levando a adição de mais outra data na arena, marcada para 15 de maio. A mesma se esgotou em 35 minutos, sendo 33 mil ingressos vendidos em apenas 1 hora, virando um recorde da arena. O mesmo aconteceu na França, onde os 3 shows se esgotaram em apenas meia hora, sendo dois na arena Palais Omnisports de Paris-Bercy e um na Park & Suit Arena em 24, 25 de abril e 20 de maio, respectivamente. Os shows da turnê no The O2 Arena se esgotaram em pouco tempo, tendo a procura de mais de 3 milhões de pessoas, dando para lotar mais de 150 vezes a arena. Após tanto sucesso, os shows na Alemanha e na França chegaram ao ponto de serem considerados "Top Selling Events".
1. Nos Estados Unidos,o show marcado para o Verizon Center,em Washington DC, em 29 de julho se esgotou em 1 minuto, sendo anunciado outro show no mesmo local no dia seguinte, que também se esgotou em 1 minuto.[14][23] os shows marcados para Los Angeles, Las Vegas, San José, Dallas, Houston, Chicago, Auburn Hills, Boston e Nova Iorque também se esgotaram em minutos.[14]

## Lista de músicas
Essa lista de músicas não corresponde a todos os concertos da turnê. Algumas canções podem não ter sido executadas ou não estão na mesma ordem em algumas cidades.
- "A Change Is Gonna Come"
- "At Last"
- "Run the World (Girls)"
- "Survivor"
- "Irreplaceable

"You Are a Queen Video Interlude)"
- "If I Were A Boy" (Contém elementos de "Bitter Sweet Symphony")
- "Crazy in Love" (participação de Jay-Z)
- "Single Ladies (Put a Ring on It)" (Contém elementos de "Movin' on Up")

"Grown Woman Video Interlude"
- "Grown Woman"

"I Was Here Video Interlude"
- "I Will Always Love You"
- "Halo"
- "Finale" (Contém elementos de "Green Light")

Intro: Video Interlude (Contém elementos de "I Been on")
- "Run the World (Girls)"
- "End of Time"
- "Flaws and All"

You Are a Queen (Interlude)
- "If I Were a Boy"  (Contém elementos de "Bitter Sweet Symphony")
- "Get Me Bodied"
- "Baby Boy"
- "Diva" (Contém elementos de "Clique")

"Naughty Girl" Video Interlude
- "Naughty Girl" (Contém elementos de "Love to Love You Baby")
- "Party (Contém elemento de Human Nature)"
- "Dance for You"

Dance Interlude
- "Freakum Dress" (Contém elementos de "I Been On" e "Express Yourself")

Dance Interlude
- "I Care"
- "I Miss You"
- "Schoolin' Life"

"Why Don't You Love Me" Video Interlude
- "Why Don't You Love Me"

Les Twins Dance Break Sequence (contém elementos de "Harlem Shake")

Rie Tsuji Piano Solo

- "1+1" (Contém elementos de "Speechless")
- "Irreplaceable"(Contém elementos de "How to Love")
- "Love on Top"
- "Survivor"

"Countdown" Video Interlude (Contém elementos de "Public Service Announcement")
- "Crazy in Love"
- "Single Ladies (Put a Ring on It)" (Contém elementos de "Movin' on Up")

"Grown Woman" Video Interlude
- "Grown Woman"

"I Was Here" Video Interlude
- "XO"
- "I Will Always Love You"
- "Halo"

Intro: Video Interlude (Contém elementos de "I Been on")
- "Run the World (Girls)"

"***Flawless" Video Interlude(Contém elementos de "Run the World (Girls)")
- "***Flawless"
- "Yoncé"
- "Get Me Bodied"
- "Baby Boy"
- "Diva"

"Naughty Girl" Video Interlude
- "Naughty Girl" (Contém elementos de "Love to Love You Baby")
- "Blow"
- "Partition"(Contém elementos de "Dance For You")

"Ghost" Video Interlude
- "Haunted"

"Drunk in Love" Video Interlude
- "Drunk In Love"
- "1+1"

"Why Don't You Love Me" Video Interlude
- "Why Don't You Love Me"

Les Twins Dance Break Sequence (contém elementos de "Happy")

- "Irreplaceable"
- "Love on Top"

"Countdown" Video Interlude (Contém elementos de "Public Service Announcement")
- "Crazy in Love"
- "Single Ladies (Put a Ring on It)"

 "I Was Here" Video Interlude
- "I Will Always Love You"
- "Heaven"
- "XO"
- "Halo"

## Datas
| Datas                      | Cidade           | País           | Local                            | Público                |
| -------------------------- | ---------------- | -------------- | -------------------------------- | ---------------------- |
| 15 de abril de 2013        | Belgrado         | Sérvia         | Kombank Arena                    | 16.000/16.000 (100%)   |
| 17 de abril de 2013        | Zagreb           | Croácia        | Arena Zagreb                     | 16.000/16.000 (100%)   |
| 19 de abril de 2013        | Bratislava       | Eslováquia     | Slovnaft Arena                   | 8.000/8.000 (100%)     |
| 21 de abril de 2013        | Amsterdã         | Países Baixos  | Ziggo Dome                       | 12.600/14.000 (90%)    |
| 22 de abril de 2013        | Amsterdã         | Países Baixos  | Ziggo Dome                       | 14.000/14.000 (100%)   |
| 24 de abril de 2013        | Paris            | França         | Palais Omnisports de Paris-Bercy | 16.000/16.000 (100%)   |
| 25 de abril de 2013        | Paris            | França         | Palais Omnisports de Paris-Bercy | 14.200/16.000 (89%)    |
| 26 de abril de 2013        | Birmingham       | Inglaterra     | LG Arena                         | 14.000/14.000 (100%)   |
| 27 de abril de 2013        | Birmingham       | Inglaterra     | LG Arena                         | 14.000/14.000 (100%)   |
| 29 de abril de 2013        | Londres          | Inglaterra     | The O2 Arena                     | 10.600/14.000 (76%)    |
| 30 de abril de 2013        | Londres          | Inglaterra     | The O2 Arena                     | 12.200/14.000 (87%)    |
| 1 de maio de 2013          | Londres          | Inglaterra     | The O2 Arena                     | 14.000/14.000 (100%)   |
| 3 de maio de 2013          | Londres          | Inglaterra     | The O2 Arena                     | 14.000/14.000 (100%)   |
| 4 de maio de 2013          | Londres          | Inglaterra     | The O2 Arena                     | 14.000/14.000 (100%)   |
| 5 de maio de 2013          | Londres          | Inglaterra     | The O2 Arena                     | 14.000/14.000 (100%)   |
| 7 de maio de 2013          | Manchester       | Inglaterra     | Manchester Arena                 | 16.000/16.000 (100%)   |
| 8 de maio de 2013          | Manchester       | Inglaterra     | Manchester Arena                 | 16.000/16.000 (100%)   |
| 9 de maio de 2013          | Manchester       | Inglaterra     | Manchester Arena                 | 16.000/16.000 (100%)   |
| 11 de maio de 2013         | Dublin           | Irlanda        | The O2                           | 12.000/12.000 (100%)   |
| 12 de maio de 2013         | Dublin           | Irlanda        | The O2                           | 12.000/12.000 (100%)   |
| 14 de maio de 2013         | Antuérpia        | Bélgica        | Sportpaleis                      | 18.000/18.000 (100%)   |
| 15 de maio de 2013         | Antuérpia        | Bélgica        | Sportpaleis                      | 18.000/18.000 (100%)   |
| 17 de maio de 2013         | Zurique          | Suíça          | Hallenstadion                    | 12.000/12.000 (100%)   |
| 18 de maio de 2013         | Milão            | Itália         | Mediolanum Forum                 | 10.000/10.000 (100%)   |
| 20 de maio de 2013         | Montpellier      | França         | Park & Suites Arena              | 12.000/12.000 (100%)   |
| 22 de maio de 2013         | Munique          | Alemanha       | Olympiahalle                     | 12.000/12.000 (100%)   |
| 23 de maio de 2013         | Berlim           | Alemanha       | O2 World                         | 14.000/14.000 (100%)   |
| 24 de maio de 2013         | Berlim           | Alemanha       | O2 World                         | 14.000/14.000 (100%)   |
| 25 de maio de 2013[A]      | Varsóvia         | Polónia        | Estádio Nacional de Varsóvia     | 48.000/48.000 (100%)   |
| 27 de maio de 2013         | Copenhague       | Dinamarca      | Forum Copenhagen                 | 10.000/10.000 (100%)   |
| 28 de maio de 2013         | Bærum            | Noruega        | Telenor Arena                    | 20.000/20.000 (100%)   |
| 29 de maio de 2013         | Estocolmo        | Suécia         | Ericsson Globe                   | 14.000/14.000 (100%)   |
| 1 de junho de 2013[C]      | Londres          | Inglaterra     | Estádio de Twickenham            | 34.000/34.000 (100%)   |
| 28 de junho de 2013[D]     | Los Angeles      | Estados Unidos | Staples Center                   |                        |
| 29 de junho de 2013        | Las Vegas        | Estados Unidos | MGM Grand Las Vegas              |                        |
| 1 de julho de 2013         | Los Angeles      | Estados Unidos | Staples Center                   |                        |
| 2 de julho de 2013         | San José         | Estados Unidos | HP Pavilion                      |                        |
| 4 de julho de 2013[D]      | Nova Orleans     | Estados Unidos | Mercedes-Benz Superdome          |                        |
| 5 de julho de 2013         | Oklahoma City    | Estados Unidos | Chesapeake Energy Arena          |                        |
| 6 de julho de 2013         | Dallas           | Estados Unidos | American Airlines Center         |                        |
| 9 de julho de 2013         | Fort Lauderdale  | Estados Unidos | BB&T Center                      |                        |
| 10 de julho de 2013        | Miami            | Estados Unidos | AmericanAirlines Arena           |                        |
| 12 de julho de 2013        | Duluth           | Estados Unidos | Arena at Gwinnett Center         |                        |
| 13 de julho de 2013        | Nashville        | Estados Unidos | Bridgestone Arena                |                        |
| 15 de julho de 2013        | Houston          | Estados Unidos | Toyota Center                    |                        |
| 17 de julho de 2013        | Chicago          | Estados Unidos | United Center                    |                        |
| 18 de julho de 2013        | Saint Paul       | Estados Unidos | Xcel Energy Center               |                        |
| 20 de julho de 2013        | Auburn Hills     | Estados Unidos | The Palace of Auburn Hills       |                        |
| 21 de julho de 2013        | Toronto          | Canadá         | Air Canada Centre                |                        |
| 22 de julho de 2013        | Montreal         | Canadá         | Bell Centre                      |                        |
| 23 de julho de 2013        | Boston           | Estados Unidos | TD Garden                        |                        |
| 25 de julho de 2013        | Filadélfia       | Estados Unidos | Wells Fargo Center               |                        |
| 26 de julho de 2013        | Atlantic City    | Estados Unidos | Boardwalk Hall                   |                        |
| 27 de julho de 2013        | Charlotte        | Estados Unidos | Time Warner Cable Arena          |                        |
| 29 de julho de 2013        | Washington       | Estados Unidos | Verizon Center                   |                        |
| 30 de julho de 2013        | Washington       | Estados Unidos | Verizon Center                   |                        |
| 31 de julho de 2013        | East Rutherford  | Estados Unidos | Izod Center                      |                        |
| 2 de agosto de 2013        | Uncasville       | Estados Unidos | Mohegan Sun Arena                |                        |
| 3 de agosto de 2013        | Nova Iorque      | Estados Unidos | Barclays Center                  |                        |
| 4 de agosto de 2013        | Nova Iorque      | Estados Unidos | Barclays Center                  |                        |
| 5 de agosto de 2013        | Nova Iorque      | Estados Unidos | Barclays Center                  |                        |
| 17 de agosto de 2013[B]    | Chelmsford       | Inglaterra     | Hylands Park                     |                        |
| 18 de agosto de 2013[B]    | Staffordshire    | Inglaterra     | Weston Park                      |                        |
| 31 de agosto de 2013[F]    | Filadélfia       | Estados Unidos | Fairmount Park                   |                        |
| 08 de setembro de 2013     | Fortaleza        | Brasil         | Arena Castelão                   | 27.847 / 40.000 (70%)  |
| 11 de setembro de 2013     | Belo Horizonte   | Brasil         | Estádio Mineirão                 | 22.023 / 40.000 (55%)  |
| 13 de setembro de 2013[11] | Rio de Janeiro   | Brasil         | Parque Olímpico Cidade do Rock   | 85.000 / 85.000 (100%) |
| 15 de setembro de 2013     | São Paulo        | Brasil         | Estádio do Morumbi               | 37.345 / 50.000 (74%)  |
| 17 de setembro de 2013     | Brasília         | Brasil         | Estádio Nacional de Brasília     | 32.284 / 40.000 (80%)  |
| 20 de setembro de 2013     | Caracas          | Venezuela      | Estádio USB                      |                        |
| 24 de setembro de 2013     | Monterrey        | México         | Monterrey Arena                  |                        |
| 26 de setembro de 2013     | Cidade de México | México         | Palacio de los Deportes          | align="center"         |
| 28 de setembro de 2013     | San Juan         | Porto Rico     | Coliseu José Miguel Agrelot      |                        |
| 16 de outubro de 2013      | Auckland         | Nova Zelândia  | Vector Arena                     |                        |
| 17 de outubro de 2013      | Auckland         | Nova Zelândia  | Vector Arena                     |                        |
| 18 de outubro de 2013      | Auckland         | Nova Zelândia  | Vector Arena                     |                        |
| 19 de outubro de 2013      | Auckland         | Nova Zelândia  | Vector Arena                     |                        |
| 22 de outubro de 2013      | Melbourne        | Austrália      | Rod Laver Arena                  |                        |
| 23 de outubro de 2013      | Melbourne        | Austrália      | Rod Laver Arena                  |                        |
| 25 de outubro de 2013      | Melbourne        | Austrália      | Rod Laver Arena                  |                        |
| 26 de outubro de 2013      | Melbourne        | Austrália      | Rod Laver Arena                  |                        |
| 28 de outubro de 2013      | Brisbane         | Austrália      | Brisbane Entertainment Centre    |                        |
| 29 de outubro de 2013      | Brisbane         | Austrália      | Brisbane Entertainment Centre    |                        |
| 31 de outubro de 2013      | Sydney           | Austrália      | Allphones Arena                  |                        |
| 1 de novembro de 2013      | Sydney           | Austrália      | Allphones Arena                  |                        |
| 2 de novembro de 2013      | Sydney           | Austrália      | Allphones Arena                  |                        |
| 3 de novembro de 2013      | Sydney           | Austrália      | Allphones Arena                  |                        |
| 5 de novembro de 2013      | Adelaide         | Austrália      | Adelaide Entertainment Centre    |                        |
| 6 de novembro de 2013      | Adelaide         | Austrália      | Adelaide Entertainment Centre    |                        |
| 8 de novembro de 2013      | Perth            | Austrália      | Perth Arena                      |                        |
| 9 de novembro de 2013      | Perth            | Austrália      | Perth Arena                      |                        |
| 30 de novembro de 2013     | Vancouver        | Canadá         | Rogers Arena                     |                        |
| 2 de dezembro de 2013      | San Jose         | Estados Unidos | HP Pavillion at San Jose         |                        |
| 3 de dezembro de 2013      | Los Angeles      | Estados Unidos | Staples Center                   |                        |
| 6 de dezembro de 2013      | Las Vegas        | Estados Unidos | MGM Grand Garden                 |                        |
| 7 de dezembro de 2013      | Phoenix          | Estados Unidos | US Airways Center                |                        |
| 9 de dezembro de 2013      | Dallas           | Estados Unidos | American Airlines Center         |                        |
| 10 de dezembro de 2013     | Houston          | Estados Unidos | Toyota Center                    |                        |
| 12 de dezembro de 2013     | Louisville       | Estados Unidos | KFC Yum! Center                  |                        |
| 13 de dezembro de 2013     | Chicago          | Estados Unidos | United Center                    |                        |
| 14 de dezembro de 2013     | St Louis         | Estados Unidos | Scottrade Center                 |                        |
| 16 de dezembro de 2013     | Toronto          | Canadá         | Air Canada Center                |                        |
| 18 de dezembro de 2013     | Washington       | Estados Unidos | Verizon Center                   |                        |
| 19 de dezembro de 2013     | Nova York        | Estados Unidos | Barclays Center                  |                        |
| 20 de dezembro de 2013     | Boston           | Estados Unidos | TD Garden                        |                        |
| 22 de dezembro de 2013     | Nova York        | Estados Unidos | Barclays Center                  |                        |

| Datas                   | Cidade     | País          | Local            | Público                |
| ----------------------- | ---------- | ------------- | ---------------- | ---------------------- |
| 20 de fevereiro de 2014 | Glasgow    | Escócia       | SSE Hydro        |                        |
| 21 de fevereiro de 2014 | Glasgow    | Escócia       | SSE Hydro        |                        |
| 23 de fevereiro de 2014 | Birmingham | Inglaterra    | LG Arena         |                        |
| 24 de fevereiro de 2014 | Birmingham | Inglaterra    | LG Arena         |                        |
| 25 de fevereiro de 2014 | Manchester | Inglaterra    | Manchester Arena |                        |
| 26 de fevereiro de 2014 | Manchester | Inglaterra    | Manchester Arena |                        |
| 28 de fevereiro de 2014 | Londres    | Inglaterra    | The O2 Arena     |                        |
| 01 de março de 2014     | Londres    | Inglaterra    | The O2 Arena     |                        |
| 02 de março de 2014     | Londres    | Inglaterra    | The O2 Arena     |                        |
| 04 de março de 2014     | Londres    | Inglaterra    | The O2 Arena     |                        |
| 05 de março de 2014     | Londres    | Inglaterra    | The O2 Arena     |                        |
| 06 de março de 2014     | Londres    | Inglaterra    | The O2 Arena     |                        |
| 08 de março de 2014     | Dublin     | Irlanda       | The O2           | 51,100 / 51,100 (100%) |
| 09 de março de 2014     | Dublin     | Irlanda       | The O2           | 51,100 / 51,100 (100%) |
| 11 de março de 2014     | Dublin     | Irlanda       | The O2           | 51,100 / 51,100 (100%) |
| 12 de março de 2014     | Dublin     | Irlanda       | The O2           | 51,100 / 51,100 (100%) |
| 15 de março de 2014     | Colônia    | Alemanha      | Lanxess Arena    |                        |
| 16 de março de 2014     | Colônia    | Alemanha      | Lanxess Arena    |                        |
| 18 de março de 2014     | Amsterdã   | Países Baixos | Ziggo Dome       |                        |
| 19 de março de 2014     | Amsterdã   | Países Baixos | Ziggo Dome       |                        |
| 20 de março de 2014     | Antuérpia  | Bélgica       | Sportpaleis      |                        |
| 21 de março de 2014     | Antuérpia  | Bélgica       | Sportpaleis      |                        |
| 24 de março de 2014     | Barcelona  | Espanha       | Palau Sant Jordi |                        |
| 26 de março de 2014     | Lisboa     | Portugal      | MEO Arena        |                        |
| 27 de março de 2014     | Lisboa     | Portugal      | MEO Arena        |                        |

## Equipe
| - Beyoncé Knowles – direção do show, coreografia - Frank Gatson – diretor criativo - Tina Knowles – consultora criativa - Ty Hunter – estilista Band Suga Mama - Cora Coleman-Dunham – líder da banda, bateria - Rie Tsuji – diretora musical, teclado - Bibi McGill – guitarra - Katty Rodriguez-Harrold – saxofone - Adison Evans – saxofone - Crystal J. Torres – trompete - Lauren Taneil – baixo - Adonis Evans – saxofone - Dani Ivory – teclado adicional The Mamas (vocalistas de apoio) - Montina Cooper - Crystal A. Collins - Tiffany Moníque Riddick Coreógrafos - Jaquel Knight - Chris Grant | Coreógrafos assistentes - Christian Owens - Sean Bankhead - Les Twins - Dana Foglia - Mishai Peyronelli - Bianca Li - Darrell Grand Moulfree - Amy Hall Garner - Sheryl Murakami - Michelle Robinson - Anthony Burrell - Danee Baptise - James Alsop - Jefferey Page Dançarina - Ashley Everett – dançarina capitã - Kimmie Gipson – dançarina capitã adicional - Amandy Fernandez - Hannah Douglass - Sarah Burns - Hajiba Fahmy - Tanesha "KSYN" Cason - Kim Gingras - Dnay Baptiste Seguranças - Julius DeBoer – pessoal - Kelly Samlelen – palco - Bob Fontenot – local Gestão da turnê - Alan Floyd - Marlon Bowers - Larry Beyince - Daniel Kernan - Josh Katzman |